# 甘木町
甘木町（あまぎまち）は、福岡県朝倉郡にあった町。現在の朝倉市の一部。

## 地理
筑後川の右岸、同川支流・小石原川、佐田川の流域に位置していた。
- 山：古処山、屏山、馬見山[1]

## 歴史

### 沿革
- 1889年（明治22年）4月1日 - 町村制の施行により、夜須郡甘木村、菩提寺村が合併して町制施行し、甘木町が発足[1][2]。
- 1896年（明治29年）4月1日 - 郡の統合により朝倉郡に所属[1][3]。
- 1910年（明治43年）- 電灯点灯[1]
- 1954年（昭和29年）4月1日 - 朝倉郡安川村、秋月町、上秋月村、立石村、福田村、馬田村、蜷城村、三奈木村、金川村と合併し、甘木市を新設して廃止された[1][2]

### 地名の由来
甘木山安長寺の山号による甘木村の名から。

## 産業
主要産業は農業。第二次世界大戦前までは木蝋の生産が盛んであった。

## 交通

### 鉄道
- 1908年（明治41年）- 朝倉軌道 甘木 - 二日市間開通[1]
- 1911年（明治44年）- 両筑軌道 甘木 - 田主丸間開通[1]
- 1912年（明治45年）- 朝倉軌道 甘木 - 恵蘇宿間延長[1]
- 1913年（大正2年）- 両筑軌道 甘木 - 秋月間開通[1]
- 1913年（大正10年）- 三井電気軌道 甘木 - 久留米間開通[1]
- 1922年（大正11年）- 朝倉軌道 杷木まで延長[1]
- 1930年（昭和5年）- 甘木 - 田主丸間を廃止。その後、甘木 - 秋月間も廃止[1]。
- 1939年（昭和14年）- 甘木線（現甘木鉄道甘木線）甘木 - 基山間開通[1]。